# Isola Clarión
L'isola Clarión (in spagnolo Isla Clarión, in passato anche Isla Santa Rosa) è un'isola del Pacifico orientale. È al contempo la più occidentale e la seconda più grande isola dell'arcipelago messicano delle Revillagigedo, e si trova a 314 km dalla maggiore, Socorro. Politicamente appartiene allo Stato federato messicano di Colima, dalla cui costa dista ben 1000 km.
L'isola si estende per 8,5 km in lunghezza e 3,7 in larghezza, e possiede una superficie di 19,7 km². Il maggior rilievo è il Monte Gallegos (335 m s.l.m.). Esclusa una stazione di Marina con una guarnigione di nove uomini, l'isola è del tutto disabitata. Come tutte le Revillagigedo, Clarión è d'origine vulcanica, giacendo sul ramo orientale dell'omonima zona di frattura.

## Storia
Sulla scoperta di Clarión esistono resoconti diversi: potrebbe essere stata scoperta già alla fine del 1542 dall'esploratore spagnolo Ruy López de Villalobos, oppure nel 1615 dal navigatore olandese Joris van Spilbergen, oppure ancora nel 1779 da José Camacho, che la battezzò Santa Rosa. Un altro antico resoconto risale al 21 agosto 1721, quando l'isola fu avvistata dal capo corsaro inglese George Shelvocke, proveniente dalla California. Il nome deriva da quello del brigantino statunitense Clarion, capitanato da Henry Gyzelaar, che intorno al 1820 batteva una rotta commerciale nel Pacifico.

## Flora e fauna
Clarión è parte della riserva della biosfera «Arcipelago di Revilargigedo», istituita il 4 giugno 1994. Vi si trovano venti specie endemiche vegetali e due animali, lo scricciolo di Clarión (Troglodytes tanneri) ed il serpente notturno di Clarión, (Hypsiglena unaocularis), insieme a tre sottospecie animali parimenti endemiche: la civetta delle tane di Revillagigedo (Athene cunicularia rostrata), il corvo imperiale di Clarión (Corvus corax clarionensis) e la tortora luttuosa di Clarión (Zenaida macroura clarionensis).